# NGC 4342
NGC 4342 је елиптична галаксија у сазвежђу Девица која се налази на NGC листи објеката дубоког неба.
Деклинација објекта је + 7° 3' 16" а ректасцензија 12h 23m 39,1s. Привидна величина (магнитуда) објекта NGC 4342 износи 12,2 а фотографска магнитуда 13,2. Налази се на удаљености од 16,8000 милиона парсека од Сунца. NGC 4342 је још познат и под ознакама IC 3256, UGC 7466, MCG 1-32-39, ARAK 361, VCC 657, CGCG 42-71, PGC 40252.